# مارکوس فوتن
مارکوس فوتن (انگلیسی: Markus Fothen؛ زادهٔ ۹ سپتامبر ۱۹۸۱) دوچرخه‌سوار اهل آلمان است.